# Magden
Magden est une commune suisse du canton d'Argovie, située dans le district de Rheinfelden.

Photo aérienne (1953).